# Sebastian Lee
Sebastian Lee (Hamburg, 1805. december 24. – Hamburg, 1887. január 4.) német csellista.
Hamburgban kezdte tanulmányait. Nicholas Prell tanítványa volt, aki viszont Rombergtől tanult. 
1830-ban kezdte zenei karrierjét szólistaként Németországban. Ekkor már koncerteket is adott, először Hamburgban, majd Lipcsében. Ezt követte egy turné, ahol játszott Kasselben, Frankfurtban és Párizsban is. 1832 áprilisában nagy sikert aratott az akkori Olasz Színházban.
1836-ban fellépett Londonban is, de 1837-ben visszatért Párizsba. 1837-től 1868-ig a párizsi „Grand Opéra” cselló szólistája. A Párizsi Konzervatóriumban tanárként dolgozott. Itt adta ki a ma ismert Gordonka-iskola op. 30. című gordonka tankönyvét.
A Párizsban töltött idő alatt számtalan koncertet adott, sok duettet és etűdöt írt, illetve Gordonka-iskolái is jelentek meg. (Ezek mai napig kaphatók és használják is őket.) 1868 után visszatért Hamburgba, valószínűleg a Franciaország és Németország közötti viszályok miatt. Itt filharmonikus koncerteket játszott.